# Thüle (Westfalen)
Thüle is een dorp met ongeveer 2.000 inwoners in de gemeente Salzkotten in de Duitse deelstaat Noordrijn-Westfalen. Het ligt dicht bij de gemeentegrens met Anreppen, waar rond het begin van de jaartelling een Romeins legerkamp was. In het dorp staat een bezienswaardige, meer dan 800 jaar oude, rooms-katholieke kerk, de Sint-Laurenskerk. Bij het dorp liggen enkele bossen.
In 1995 is archeologisch onderzoek gedaan in Thüle, waarbij een nederzetting is ontdekt, die 3½ kilometer ten zuiden van dit Romeinse legerkamp lag. De nederzetting is vermoedelijk enige tijd door Romeinen bewoond, daarna opgegeven of verwoest, en daarna enige eeuwen lang door Germanen bewoond.
Een plaatselijk adellijk geslacht Von Thüle resideerde in de 14e en 15e eeuw vanuit het kasteelachtige Haus Thüle. Dit goed - en het bijbehorende recht om namens de landheer, doorgaans dezelfde als die van de stad Paderborn, recht te spreken, ging daarna op een geslacht Von Hörde  over. Het dorp en het landgoed zijn daarna vele malen in andere handen overgegaan. Haus Thüle is nog steeds door een adellijk geslacht bewoond, en kan niet bezichtigd worden.
Thüle heeft in bijna alle oorlogen, die Duitsland tussen 1500 en 1945 troffen, zware schade geleden, ook in verlies van mensenlevens.
In het dorp is een bedrijf gevestigd, dat zich met de veredeling van landbouwgewassen bezighoudt, onder andere van koolzaad.

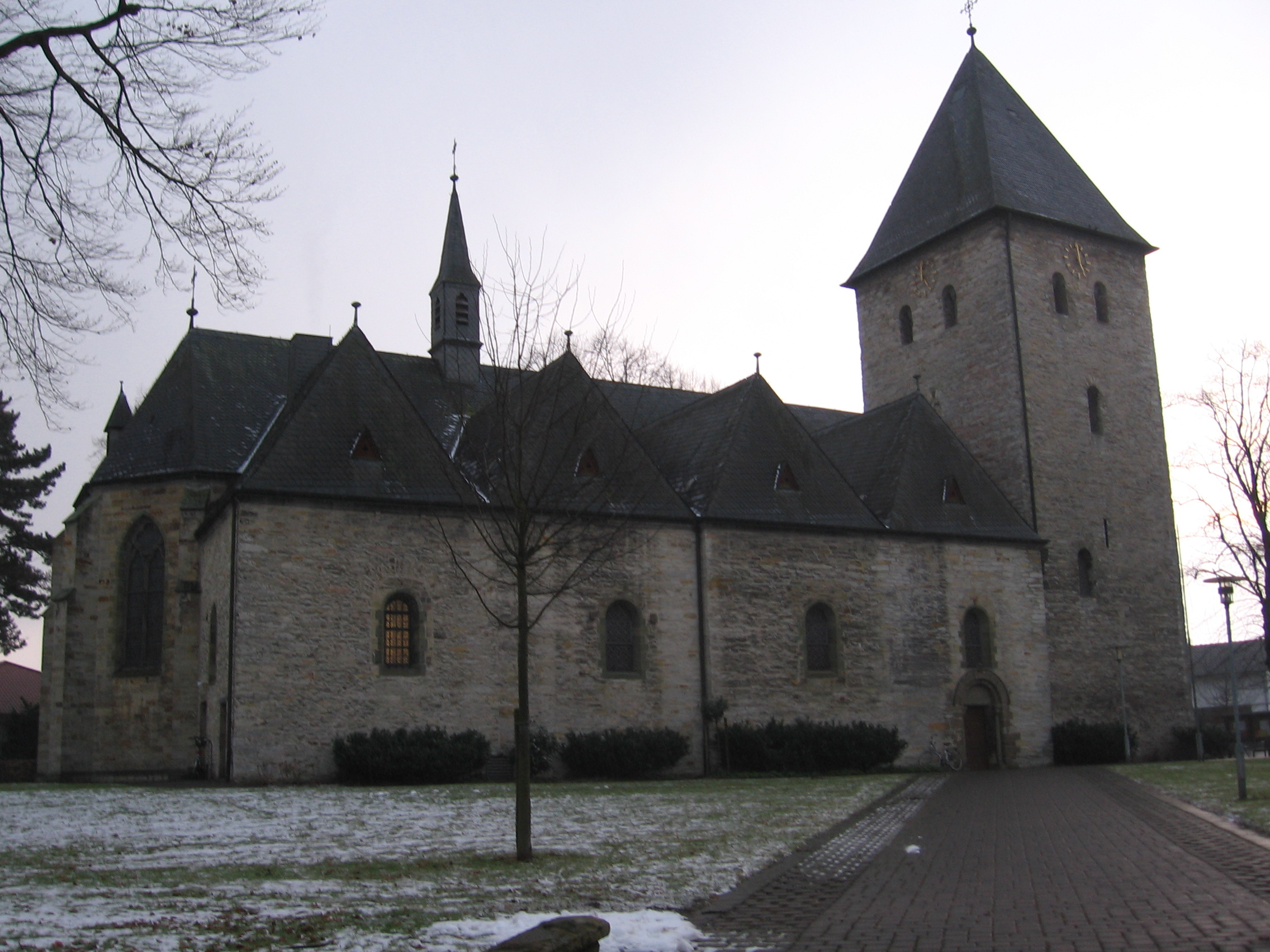
St. Laurentius, Thüle
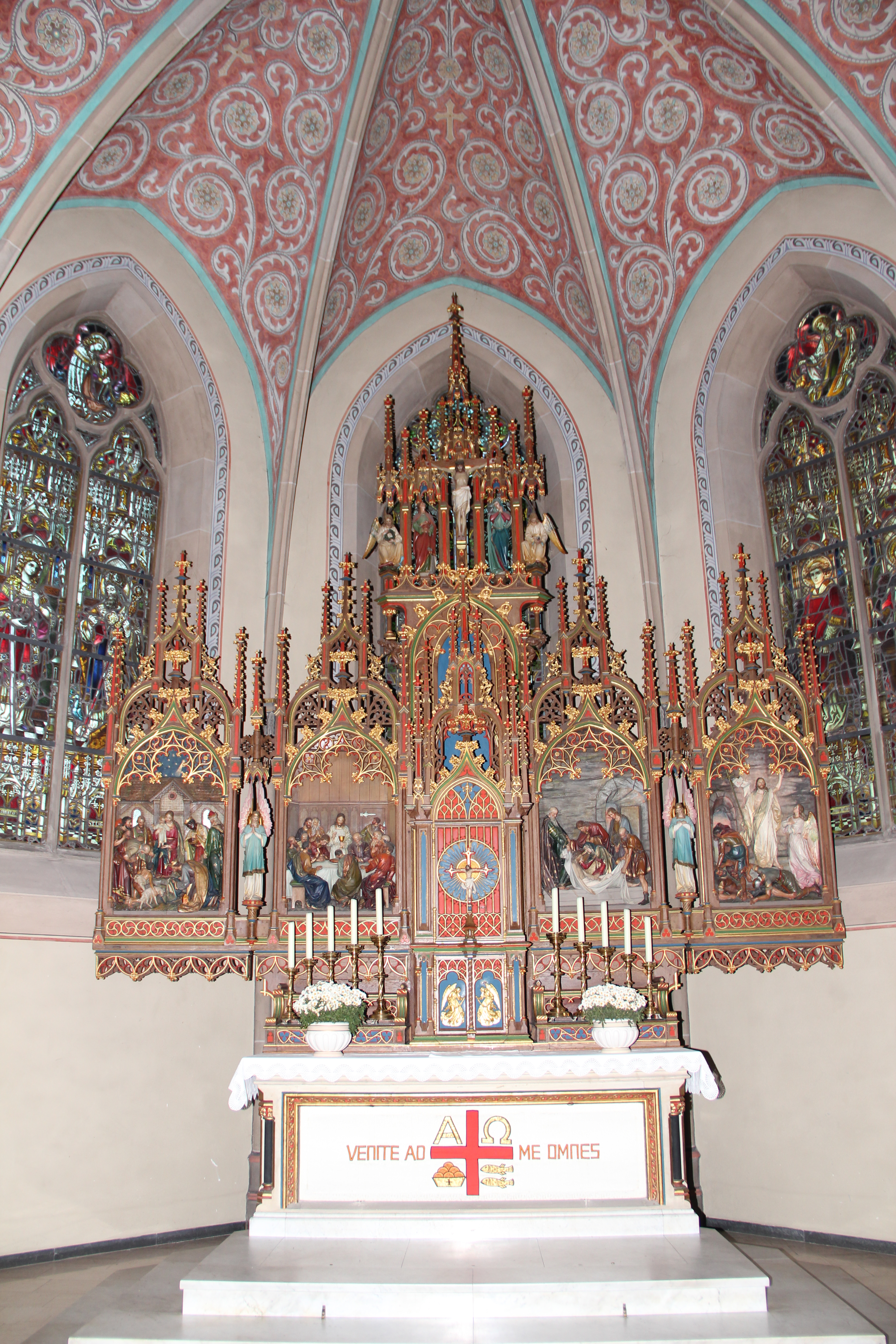
Hoogaltaar in deze kerk
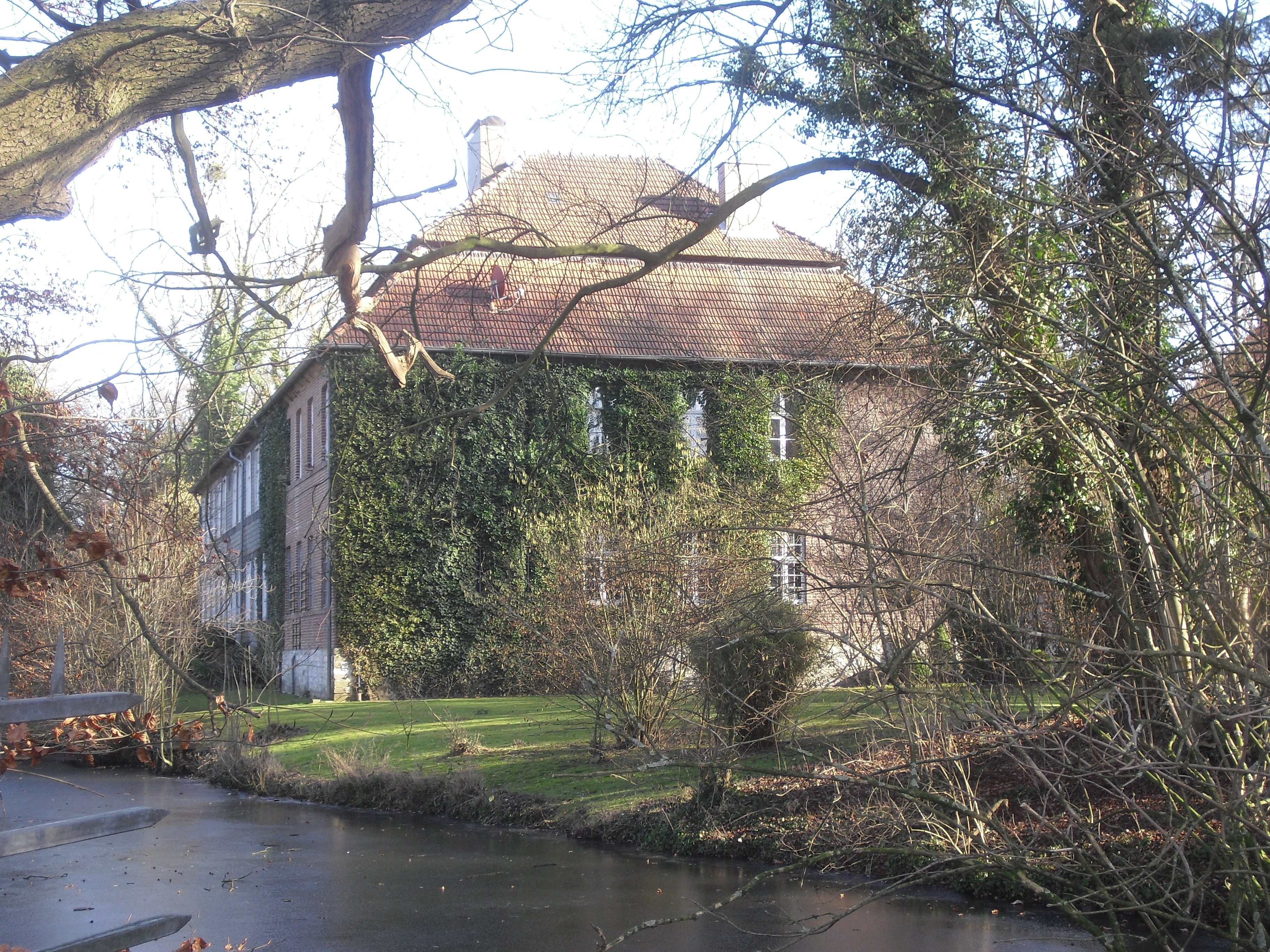
Voormalig kasteel Haus Thüle